# BEMER Cyclassics
BEMER Cyclassics er et tysk cykelløb som arrangeres i Hamborg-området i Tyskland. Løbet er en del af UCI World Tour og regnes som en semi-klassiker. Løbet var først kendt som HEW Cyclassics, men efter at hovedsponsoren HEW skiftede navn til Vattenfall Europe Hamburg i 2006, fik løbet nyt navn frem til og med 2015 da det fik ny hovedsponsor. 
Det afholdes også som et etapeløb for aldersklassen U/17, hvor hovedsageligt lands- og distriktshold deltager, men enkelte klubber kan få lov til at stille op. 

## Vindere
| År                    | Vinder               | Toer                 | Treer              |        |
| --------------------- | -------------------- | -------------------- | ------------------ | ------ |
| HEW Cyclassics        |                      |                      |                    |        |
| 1996                  | Rossano Brasi        | Bert Dietz           | Steffen Rein       |        |
| 1997                  | Jan Ullrich          | Wilfried Peeters     | Jens Heppner       |        |
| 1998                  | Léon van Bon         | Michele Bartoli      | Ludo Dierckxsens   |        |
| 1999                  | Mirko Celestino      | Raphael Schweda      | Romāns Vainšteins  |        |
| 2000                  | Gabriele Missaglia   | Francesco Casagrande | Fabio Baldato      |        |
| 2001                  | Erik Zabel           | Romāns Vainšteins    | Erik Dekker        |        |
| 2002                  | Johan Museeuw        | Igor Astarloa        | Davide Rebellin    |        |
| 2003                  | Paolo Bettini        | Davide Rebellin      | Jan Ullrich        |        |
| 2004                  | Stuart O'Grady       | Paolo Bettini        | Igor Astarloa      |        |
| 2005                  | Filippo Pozzato      | Luca Paolini         | Allan Davis        |        |
| Vattenfall Cyclassics |                      |                      |                    |        |
| 2006                  | Óscar Freire         | Erik Zabel           | Filippo Pozzato    |        |
| 2007                  | Alessandro Ballan    | Óscar Freire         | Gerald Ciolek      |        |
| 2008                  | Robbie McEwen        | Mark Renshaw         | Allan Davis        |        |
| 2009                  | Tyler Farrar         | Matti Breschel       | Gerald Ciolek      |        |
| 2010                  | Tyler Farrar         | Edvald Boasson Hagen | André Greipel      |        |
| 2011                  | Edvald Boasson Hagen | Gerald Ciolek        | Borut Božič        |        |
| 2012                  | Arnaud Démare        | André Greipel        | Giacomo Nizzolo    |        |
| 2013                  | John Degenkolb       | André Greipel        | Alexander Kristoff |        |
| 2014                  | Alexander Kristoff   | Giacomo Nizzolo      | Simon Gerrans      |        |
| 2015                  | André Greipel        | Alexander Kristoff   | Giacomo Nizzolo    |        |
| EuroEyes Cyclassics   |                      |                      |                    |        |
| 2016                  | Caleb Ewan           | John Degenkolb       | Giacomo Nizzolo    |        |
| 2017                  | Elia Viviani         | Arnaud Démare        | Dylan Groenewegen  |        |
| 2018                  | Elia Viviani         | Arnaud Démare        | Alexander Kristoff |        |
| 2019                  | Elia Viviani         | Caleb Ewan           | Giacomo Nizzolo    |        |
| 2020                  | aflyst               | aflyst               | aflyst             | aflyst |
| 2021                  | aflyst               | aflyst               | aflyst             | aflyst |
| BEMER Cyclassics      |                      |                      |                    |        |
| 2022                  | Marco Haller         | Wout van Aert        | Quinten Hermans    |        |
| 2023                  | Mads Pedersen        | Danny van Poppel     | Elia Viviani       |        |
| 2024                  | Olav Kooij           | Jonathan Milan       | Biniam Girmay      |        |
| 2025                  |                      |                      |                    |        |